# Усамљени надгробник у порти цркве у Љутовници
Усамљени надгробник у порти цркве у Љутовници (општина Горњи Милановац) налази се у доњем делу црквеног дворишта. Не зна се коме је и када подигнут. По стилским одредницама, може се датовати у прву половину 19. века.

## Опис споменика
Масиван тесаник засечен је у „висини рамена” и има заобљен врх. На предњој, источној страни уклесан је мотив умноженог крста који, заједно са кружницом у коју је уписан, асоцира на људску фигуру. Кружница се, опет, складно уклапа у форму споменика и својим зракастим урезима јасно асоцира на сунце - симбол који у спрези са крстом носи јасну симболику васкрсења. Полеђина и бокови споменика су без уреза. На темену стуба исклесано је испупчење неправилног облика.

### Материјал, димензије, стање
Споменик је исклесан је сивкасто-црвеног пешчара. Димензије износе 110х52х26 cm. Камен је прекривен лишајевима и ситнијим оштећењима.